# Chrysotoxum lessonae
Chrysotoxum lessonae is een vliegensoort uit de familie van de zweefvliegen (Syrphidae). De wetenschappelijke naam van de soort is voor het eerst geldig gepubliceerd in 1890 door Giglio-Tos.